# Zero Woman
 Pour plus de détails, voir Fiche technique et Distribution
Zero Woman (en japonais 消せない記憶 (マクザム) est une série de films japonais.
L'héroïne, Rei, travaille pour l'agence Zero Division de la police de Tokyo.

## Films
- Les Menottes rouges (Zero Woman: Red Handcuffs), réalisé par Yukio Noda en 1974.
- Zero Woman 2, réalisé par Daisuke Gotoh en 1995.
- Zero Woman: Final Mission, réalisé par Koji Enokido en 1995.
- Zero Woman: Assassin Lovers, réalisé par Masahide Kuwabara en 1996.
- Zero Woman: The Accused, réalisé par Daisuke Gotoh en 1997.
- Zero Woman: The Hunted, réalisé par Norihisa Yoshimura en 1997, avec Mikiyo Ōno.
- Zero Woman: Dangerous Game, réalisé par Hidekazu Takahara en 1998.
- Zero Woman: Returns, réalisé par Kyoji Saisyu en 1999.
- Zero Woman 2005, réalisé par Taisen Kamakura en 2004.
- Zero Woman R, réalisé par Ken'ichi Fujiwara en 2007.